# Generazione (film)
Generazione (Pokolenie) è un film del 1955 diretto da Andrzej Wajda.